# مجلس الشيوخ (ليسوتو)
مجلس الشيوخ (بالإنجليزية: Senate)‏  هي الهيئة التشريعية لليسوتو، ويتكون من 33 مقعداً.

## طالع أيضًا
- برلمان ليسوتو